# Walckenaeria aberdarensis
Walckenaeria aberdarensis este o specie de păianjeni din genul Walckenaeria, familia Linyphiidae. A fost descrisă pentru prima dată de Holm în anul 1962.
Este endemică în Kenya. Conform Catalogue of Life specia Walckenaeria aberdarensis nu are subspecii cunoscute.